# Box-office Italie 2020-2021
Cet article traite du box-office de 2020-2021 en Italie.
Le palmarès a été durement affecté par la pandémie de Covid-19 en Italie, les cinémas étant fermés au public pendant 26 semaines durant l'année.

## Palmarès selon les recettes
| Rang | Titre              | Pays                                            | Réalisateur       | Recettes Italie (€) | Entrées Italie |
| ---- | ------------------ | ----------------------------------------------- | ----------------- | ------------------- | -------------- |
| 1    | Tenet              | Drapeau des États-Unis · Drapeau du Royaume-Uni | Christopher Nolan | 6 767 104           | 959 120        |
| 2    | Black Widow        | Drapeau des États-Unis                          | Cate Shortland    | 4 771 965           |                |
| 3    | After : Chapitre 2 | Drapeau des États-Unis                          | Roger Kumble      | 4 157 298           |                |

## Le premier film chaque semaine
| no | Date (à partir du) | Film no 1                                | Pays                   | Recettes (€) |
| -- | ------------------ | ---------------------------------------- | ---------------------- | ------------ |
| 1  | 9 août 2020        | Jojo Rabbit                              | Drapeau des États-Unis | 16 806       |
| 2  | 13 août 2020       | Je voulais me cacher                     | Drapeau de l'Italie    | 99 504       |
| 3  | 23 août 2020       | Jurassic World : Le Monde d'après        | Drapeau des États-Unis | 1,29 million |
| 4  | 30 août 2020       | Tenet                                    | Drapeau des États-Unis | 1,57 million |
| 5  | 6 septembre 2020   | After : Chapitre 2                       | Drapeau des États-Unis | 1,53 million |
| 6  | 13 septembre 2020  | Tenet                                    | Drapeau des États-Unis | 626 229      |
| 7  | 20 septembre 2020  | Tenet                                    | Drapeau des États-Unis | 435 107      |
| 8  | 27 septembre 2020  | Enragé                                   | Drapeau des États-Unis | 407 555      |
| 9  | 4 octobre 2020     | Enragé                                   | Drapeau des États-Unis | 344 175      |
| 10 | 11 octobre 2020    | Greenland                                | Drapeau des États-Unis | 725 807      |
| 11 | 18 octobre 2020    | Greenland                                | Drapeau des États-Unis | 353 391      |
| 12 | 25 octobre 2020    | Sul più bello                            | Drapeau de l'Italie    | 296 806      |
| 13 | 1er novembre 2020  | Cinémas fermés par mesure de confinement |                        |              |
| 14 | 8 novembre 2020    | Cinémas fermés par mesure de confinement |                        |              |
| 15 | 15 novembre 2020   | Cinémas fermés par mesure de confinement |                        |              |
| 16 | 22 novembre 2020   | Cinémas fermés par mesure de confinement |                        |              |
| 17 | 29 novembre 2020   | Cinémas fermés par mesure de confinement |                        |              |
| 18 | 6 décembre 2020    | Cinémas fermés par mesure de confinement |                        |              |
| 19 | 13 décembre 2020   | Cinémas fermés par mesure de confinement |                        |              |
| 20 | 20 décembre 2020   | Cinémas fermés par mesure de confinement |                        |              |
| 21 | 27 décembre 2020   | Cinémas fermés par mesure de confinement |                        |              |
| 22 | 3 janvier 2021     | Cinémas fermés par mesure de confinement |                        |              |
| 23 | 10 janvier 2021    | Cinémas fermés par mesure de confinement |                        |              |
| 24 | 17 janvier 2021    | Cinémas fermés par mesure de confinement |                        |              |
| 25 | 24 janvier 2021    | Cinémas fermés par mesure de confinement |                        |              |
| 26 | 31 janvier 2021    | Cinémas fermés par mesure de confinement |                        |              |
| 27 | 7 février 2021     | Cinémas fermés par mesure de confinement |                        |              |
| 28 | 14 février 2021    | Cinémas fermés par mesure de confinement |                        |              |
| 29 | 21 février 2021    | Cinémas fermés par mesure de confinement |                        |              |
| 30 | 28 février 2021    | Cinémas fermés par mesure de confinement |                        |              |
| 31 | 7 mars 2021        | Cinémas fermés par mesure de confinement |                        |              |
| 32 | 14 mars 2021       | Cinémas fermés par mesure de confinement |                        |              |
| 33 | 21 mars 2021       | Cinémas fermés par mesure de confinement |                        |              |
| 34 | 28 mars 2021       | Cinémas fermés par mesure de confinement |                        |              |
| 35 | 4 avril 2021       | Cinémas fermés par mesure de confinement |                        |              |
| 36 | 11 avril 2021      | Cinémas fermés par mesure de confinement |                        |              |
| 37 | 18 avril 2021      | Cinémas fermés par mesure de confinement |                        |              |
| 38 | 25 avril 2021      | Cinémas fermés par mesure de confinement |                        |              |
| 39 | 2 mai 2021         | Nomadland                                | Drapeau des États-Unis | 429 047      |
| 40 | 9 mai 2021         | Nomadland                                | Drapeau des États-Unis | 219 106      |
| 41 | 16 mai 2021        | Nomadland                                | Drapeau des États-Unis | 186 191      |
| 42 | 23 mai 2021        | Il cattivo poeta                         | Drapeau de l'Italie    | 200 279      |
| 43 | 30 mai 2021        | Cruella                                  | Drapeau des États-Unis | 450 841      |
| 44 | 6 juin 2021        | Conjuring : Sous l'emprise du Diable     | Drapeau des États-Unis | 614 042      |
| 45 | 11 juin 2021       | Conjuring : Sous l'emprise du Diable     | Drapeau des États-Unis | 319 836      |
| 46 | 20 juin 2021       | Conjuring : Sous l'emprise du Diable     | Drapeau des États-Unis | 161 188      |
| 47 | 27 juin 2021       | Sans un bruit 2                          | Drapeau des États-Unis | 328 948      |
| 48 | 4 juillet 2021     | Sans un bruit 2                          | Drapeau des États-Unis | 182 295      |
| 49 | 11 juillet 2021    | Black Widow                              | Drapeau des États-Unis | 1,4 million  |
| 50 | 18 juillet 2021    | Black Widow                              | Drapeau des États-Unis | 868 274      |